# Ismail Juszeinow

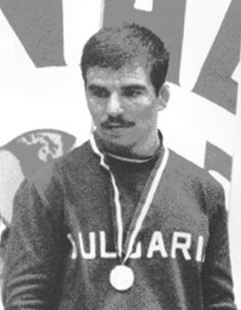
Ismail Juszeinow, 1970

Ismail Juszeinow (* 10. Februar 1948) ist ein ehemaliger bulgarischer Ringer. Er war 1970 und 1972 Europameister im freien Stil im Leichtgewicht.

## Werdegang
Ismail Juszeinow stammt aus der türkischen Minderheit in Bulgarien. Er begann als Jugendlicher bei Arda Krdshali mit dem Ringen und wechselte mit 18 Jahren zum zentralen Sportklub der Armee, dem CSKA Sofia. Dort wurde er von seinem Trainer Suleyman Khassanow zu einem hervorragenden Freistilringer ausgebildet.
1970 wurde er bei der Europameisterschaft in Berlin eingesetzt. Dies war sein erster Start bei einer großen internationalen Meisterschaft. Er wurde in Berlin mit vier Siegen und trotz einer Niederlage gegen Nodar Chochaschwili aus der Sowjetunion gleich Europameister im Leichtgewicht. Auf dem Weg dorthin bezwang er auch den Deutschen Jürgen Luczak. Ismail Juszeinow wurde auch bei der Weltmeisterschaft des gleichen Jahres in Edmonton eingesetzt. Er kämpfte auch dort ganz hervorragend und besiegte dort u. a. auch den sowjetischen Vertreter Nasrulah Nasrulajew, rang gegen den US-Amerikaner Bobby Douglas unentschieden und musste sich nur dem zu diesem Zeitpunkt die Leichtsgewichtsklasse der Freistilringer beherrschenden Iraner Abdollah Movahed nach Punkten geschlagen geben. Er wurde somit Vize-Weltmeister.
Im Jahre 1971 fanden keine Europameisterschaften statt. Bei der Weltmeisterschaft in Sofia gelang es Ismail Juszeinow wieder in die Medaillenränge zu kommen. Ihm glückte dabei sogar ein Unentschieden gegen Abdollah Movahed, er musste sich aber dem neuen US-amerikanischen Superstar Dan Gable, der ein Jahr später auch Olympiasieger wurde, geschlagen geben.
Im Olympiajahr 1972 wurde Ismail Juszeinow in Kattowitz mit fünf Siegen und einem Unentschieden erneut Europameister. Er fuhr deshalb mit großen Hoffnungen zu den Olympischen Spielen nach München. Er gewann dort auch seine ersten beiden Kämpfe, unterlag aber dann in den beiden nächsten Runden gegen Ruslan Aschuraliew (UdSSR) und Ali Sahin (Türkei) und kam nur auf den 10. Platz.
Nach dieser Enttäuschung wurde Ismail Juszeinow in den nächsten Jahren bei internationalen Meisterschaften nicht mehr eingesetzt. Erst 1975 ging er bei der Weltmeisterschaft in Minsk wieder an den Start und gewann dort die WM-Bronzemedaille. Fünf Siegen standen dabei zwei Niederlagen gegenüber. Es waren Pawel Pinigin aus der UdSSR und Tsedendambyn Natsagdordsch aus der Mongolei, die ihn besiegten.
1976 wurde Ismail Juszeinow in Leningrad wieder bei der Europameisterschaft an den Start geschickt. Er kämpfte sich dort auch in das Finale vor und unterlag in diesem Alexander Matwejew (UdSSR) nach Punkten. Den Sprung zu den Olympischen Spielen in Montreal schaffte er aber nicht. Er unterlag in der bulgarischen Olympiaausscheidung gegen Dontscho Schekow und musste diesem den Startplatz bei den Olympischen Spielen überlassen.
Nach 1976 startete Ismail Juszeinow bei keinen weiteren internationalen Meisterschaften mehr.

## Internationale Erfolge
(OS = Olympische Spiele, WM = Weltmeisterschaft, EM = Europameisterschaft, F = freier Stil, Le = Leichtgewicht, damals bis 68 kg Körpergewicht)
- 1969, 2. Platz, Turnier in Minsk, F, Le, hinter Aliew, UdSSR u. vor Waleriu Albu, Rumänien;
- 1970, 1. Platz, EM in Berlin, F, Le, mit Siegen über Josef Engel, CSSR, Jakob Tanner, Schweiz, József Rusznyák, Ungarn u. Jürgen Luczak, DDR u. trotz einer Niederlage gegen Nodar Chochaschwili, UdSSR;
- 1970, 2. Platz, WM in Edmonton, F, Le, mit Siegen über Abdel Yunis El Abedi, Libanon, Segundo Olmeda, Panama, Petrus Fourie, Südafrika u. Nasrulah Nasrulajew, UdSSR, einem Unentschieden gegen Bobby Douglas, USA u. einer Niederlage gegen Abdollah Movahed, Iran;
- 1971, 3. Platz, WM in Sofia, F, Le, mit Siegen über Georges Carbasse, Frankreich, Choi Sang Sup, Nordkorea, Petre Poalelungi, Rumänien u. José Ramos, Kuba, einem Unentschieden gegen Abdollah Movahed u. einer Niederlage gegen Dan Gable, USA;
- 1971, 1. Platz, Turnier in Jambol, F, Le, vor Mohamamed Khorami, Iran u. József Rusznyák;
- 1972, 1. Platz, EM in Kattowitz, F, Le, mit Siegen über Georges Carbasse, Nikolas Palaskas, Griechenland, Marian Jaros, CSSR, József Rusznyák u. Udo Schröder, DDR u. einem Unentschieden gegen Petre Poalelungi;
- 1972, 10. Platz, OS in München, F, Le, mit Siegen über Eduardo Quintereo, Kuba u. Tsedendambyn Natsagdordsch, Mongolei u. Niederlagen gegen Ruslan Aschuraliew, UdSSR u. Ali Sahin, Türkei;
- 1975, 3. Platz, WM in Minsk, F, Le, mit Siegen über Ryszard Scigalski, Polen, Hans Zbinden, Schweiz, Clive Llewellyn, Kanada, Mehmet Sarı, Türkei u. Abdullah Ahmadi, Iran u. Niederlagen gegen Pawel Pinigin, UdSSR u. Tsedendambyn Natsagdordsch;
- 1976, 3. Platz, "Pokal von Georgien" in Tiflis, F, Le, hinter Giorgi Makassarischwili, UdSSR u. Dsewegiin Oidow, Mongolei;
- 1976, 2. Platz, EM in Leningrad, F, Le, mit Siegen gegen Hans Zbinden, Eberhard Probst, DDR u. Mehmet Sarı u. Niederlagen gegen Šaban Sejdi, Jugoslawien u. Alexander Matwejew, UdSSR

## Weblink
Profil von Ismail Juszeinow bei United World Wrestling
| Personendaten    | Personendaten       |
| ---------------- | ------------------- |
| NAME             | Juszeinow, Ismail   |
| KURZBESCHREIBUNG | bulgarischer Ringer |
| GEBURTSDATUM     | 10. Februar 1948    |